# Sonia Grande
Sonia Grande (Oviedo, 1964) es una diseñadora de vestuario cinematográfico española. Ganó su primer premio Goya al mejor vestuario, en 1999, por la película La niña de tus ojos y en 2020 obtuvo su segundo premio Goya por Mientras dure la guerra.  Nominada además diez veces a los premios Goya. En 2015 recibió la Medalla de Oro al mérito en las Bellas Artes.

## Biografía
Nació en Oviedo en 1964. Matriculada en la Real Escuela Superior de Arte Dramático. En sus inicios trabajó en el Teatro Español de Madrid trabajando como actriz y ayudante de vestuario. Trabajó con directores como Gerardo Vera y sus profesores, el escenógrafo Andrea D'Odorico y Miguel Narros, bajo cuyas órdenes participó en el montaje de El sueño de una noche de verano (1986), de William Shakespeare, a la que seguiría un año más tarde Los enredos de Scapin, de Moliére, en el Teatro Español. Hizo también, en sus inicios, alguna incursión delante de la cámara, presentando el programa cultural Tablón de anuncios (1986), en Televisión española, junto a Aurora Redondo.
A partir de los años 1990 se dedica plenamente al diseño de vestuario cinematográfico, siendo la responsable de buena parte de los títulos de la filmografía española en las tres últimas décadas.
En 1997 fue nominada por primera vez a los premios Goya al mejor diseño de vestuario con La Celestina y dos años después lo ganó con La niña de tus ojos. Más tarde ha sido candidata en varias ocasiones con La lengua de las mariposas, Los otros, La puta y la ballena, Hormigas en la boca, Lola y Los girasoles ciegos. En 2009 empieza a trabajar en Hollywood en la película No es tan fácil de Nancy Meyers.
Destacan su colaboración con los directores españoles más notables, como Alejandro Amenábar, Pedro Almodóvar, Fernando Trueba, Icíar Bollaín y José Luis Cuerda. También Woody Allen ha contado con ella en sus cinco últimas producciones de Vicky Cristina Barcelona, Midnight in Paris, A Roma con amor y Magia a la luz de la luna. James Gray  " the los city of Z " y Asghar Farhadi con Todos lo saben.

## Filmografía
- 2017 — La cordillera
- 2016 — Julieta
- 2015 — Regresión
- 2014 — Magia a la luz de la luna
- 2012 — A Roma con amor
- 2011 — Midnight in Paris
- 2010 — También la lluvia
- 2009 — No es tan fácil
- 2009 — Los abrazos rotos
- 2008 — Los girasoles ciegos
- 2008 — Vicky Cristina Barcelona
- 2007 — Lola, la película
- 2007 — Miguel y William
- 2007 — Manolete
- 2006 — La educación de las hadas
- 2005 — Semen, una historia de amor
- 2004 — Mar adentro
- 2004 — El horrible crimen ritual de la calle Tribulete
- 2004 — Romasanta. La caza de la bestia
- 2004 — La puta y la ballena
- 2003 — La luz prodigiosa
- 2002 — Hable con ella
- 2002 — Fatum
- 2001 — Sin noticias de Dios
- 2001 — Los otros
- 2000 — Fugitivas
- 2000 — Año mariano
- 1999 — La lengua de las mariposas
- 1999 — Los lobos de Washington
- 1998 — La niña de tus ojos
- 1998 — Un día bajo el sol
- 1996 — El ángel de la guarda
- 1996 — Como un relámpago
- 1996 — La Celestina
- 1993 — Truhanes

## Premios y reconocimientos
Sonia Grande ha tenido una decena de nominaciones al mejor diseño de vesturario en los premios Goya que ha ganado en dos ocasiones.
- Premio Goya 1999 en la categoría de "Mejor diseño de vesturario" por La niña de tus ojos
- 2015 Medalla de Oro al Mérito en las Bellas Artes, concedida por el Ministerio de Cultura y Deporte[8]
- Premio Goya 2020 en la categoría de "Mejor diseño de vesturario" por Mientras dure la guerra[9]
- 2022 Premio Isaac del Rivero FICX[2]